# Metaphalangium albiunilineatum
Metaphalangium albiunilineatum is een hooiwagen uit de familie echte hooiwagens (Phalangiidae).